# De doodsoorzaak
De doodsoorzaak is een hoorspel van Siegfried van Praag. De NCRV zond het uit op 23 februari 1976, van 22.36 uur tot 23.00 uur. De regisseur was Johan Wolder.

## Rolbezetting
- Peter Aryans (de weduwnaar, Richard Bendien)
- Paul van der Lek (de psychiater, Arnold Koster)
- Jan Borkus (de huisarts, dr. Geers)
- Guus Hoes (de zoon, Olof)
- Çanci Geraedts (de schoondochter, Marga)
- Leo de Hartogh (de ex-verloofde van de overledene, Alfred Bos)
- Mies Hagens (het medium, vrouw van Zevenbergen)
- Paul Deen (de geestelijke, Willem)

## Inhoud
Richard Bendien roept na de begrafenis van zijn vrouw een aantal mensen bij elkaar. Hij stelt ze de vraag: “Waaraan is mijn vrouw gestorven?” Er komen een aantal antwoorden. Zijn huisarts antwoordt bijvoorbeeld: “Je vrouw is aan een hartinfarct gestorven.” Maar dat bedoelt Bendien niet. Hij ziet het sterven van zijn vrouw als een langdurig proces. Dan roept hij de aanwezigen een voor een bij zich en ondervraagt ze naar hun invloeden op Leida, zijn vrouw. De vraaggesprekken krijgen bijna de vorm van een proces. Aan het einde van het spel concludeert Bendien: “Mijn vrouw was een echt mens en aan haar mens-zijn is ze gestorven, gesloopt, anders dan een gewoon dier… Aan haar mens-zijn – door de ziel is ze gestorven…”